# Hiko
Hiko é uma pequena comunidade não incorporada agrícola na bacia de Tonopah, à beira da State Route 318. Fica  no condado de Lincoln, estado do Nevada, nos Estados Unidos. É uma região censitária como uma população de 119 habitantes, segundo o censo realizado em 2010.
Hiko foi a segunda sede do condado de Lincoln e umas centenas de habitantes viviam nas proximidades, devido às minas de prata descobertas na área. Na atualidade, a área vive da atividade rancheira. Os poucos vestígios da velha cidade mineira são além do cemitério, algumas ruínas de engenhos mineiros e um edifício de rocha vermelha que era uma loja. Se bem que habitada, Hiko surge em muitas listas como sendo uma cidade fantasma. A maioria dos atuais residentes de Hiko possuem quintas ou ranchos, Entre 1867 e 1871, Hiko foi a sede do condado de Lincoln, antes de ser substtituída pela atual sede  Pioche.
Hiko e  Crystal Springs fornecem a maioria da água para as quintas de Hiko e ranchos. A comunidade de Hiko fica situada na parte norte do vale de Pahranagat e fica a uma altitude de 1.179 metros.